# رئیس (ترانه لیل پامپ)
«رئیس» (به انگلیسی: Boss) ترانه‌ای توسط لیل پامپ خواننده رپ اهل ایالات متحده آمریکا است که بعنوان نخستین تک‌آهنگ از آلبوم نخست هم‌نام وی منتشر شد. ابتدا ترانه در ۱۹ آوریل ۲۰۱۷ به صورت رسمی در حساب کاربری لیل پامپ در ساوندکلاود منتشر شد، و بعد بعنوان تک‌آهنگ در ۶ ژوئن ۲۰۱۷ منتشر شد. ترانه در جدول آهنگ‌های داغ آراندبی/هیپ-هاپ ایالات متحده به شماره ۴۰ رسید، و از انجمن صنعت ضبط موسیقی در آمریکا گواهی پلاتین دریافت کرد.

## جدول
| جدول (۲۰۱۷)                           | اوج جایگاه |
| ------------------------------------- | ---------- |
| آهنگ‌های داغ آراندبی/هیپ-هاپ (بیلبورد) | ۴۰         |
| فوران‌کننده زیر ۱۰۰ آهنگ داغ (بیلبورد) | ۱          |
| ۱۰۰ آهنگ داغ کانادا                   | ۹۳         |

## گواهی
| منطقه                                       | گواهی  | فروش      |
| ------------------------------------------- | ------ | --------- |
| ایالات متحده آمریکا (انجمن صنعت ضبط موسیقی) | پلاتین | ۱٫۰۰۰٫۰۰۰ |